# Музей чаю
51°30′18″ пн. ш. 0°05′41″ зх. д. / 51.505° пн. ш. 0.0947222° зх. д.
Музей чаю та кави Едварда Брами (англ. Bramah Tea and Coffee Museum) — музей на південному сході Лондона. Це перший у світі музей, присвячений історії чаю та кави, концепція якого охоплює 400 років комерційної та соціальної історії цих двох товарів з моменту їх появи у Європі.

## Історія музею
Музей  засновано Едвардом Брамою в 1992 році, через 40 років після того, як у Брами виникла ця ідея. Спочатку він знаходився на Батлерс-Ворф. Потім музей перемістили  на Соусуворк Стріт, 40, близько до станції Лондонський міст і ринку "Боро". Музей відкривався щодня разом з кав'ярнею, де можна було скуштувати чаю та кави. 
Едвард Брама помер у віці 76 років у Крайстчерчі, Дорсет, 15 січня 2008 року.  Незважаючи на хворобу, він працював над книгою, яка мала називатися «Чайна спадщина Великої Британії».  Того року музей закрився, попередньо на реконструкцію, але більше не відкривався.  

## Експозиція
Музей можна розподілити на чотири тематичні частини: музей чаю, музей кави, чайно-кавово-посудно-книгарня та кав'ярня. Квиток коштував  чотири фунти, але для дітей та членів профспілок діяли знижки. 
В музеї  існував поділ за країнами, завдяки чому виставка виглядала впорядкованою та зрозумілою.  Вона відкривалася колекцією китайських чайників, серед яких присутні чайники із знаменитої ісіньської глини. Навпроти чайників розміщувалися різні машини для обробки чаю.
Цейлонська та індійська тематики представлені в основному гравюрами та різними картинами, присвяченими чаю. Частина музею, присвячена Китаю, заповнена порцеляновим посудом та традиційними сортами чаю, насипаними у спеціальні відкриті контейнери. Японська експозиція включала керамічний посуд, піали, віночки, призначені для збивання розтертого в порошок чаю.